# Coelichneumon multimaculatus
Coelichneumon multimaculatus là một loài tò vò trong họ Ichneumonidae.